# Hemistola flavicosta
Hemistola flavicosta là một loài bướm đêm trong họ Geometridae.